# Clarkeinda trachodes
Clarkeinda trachodes är en svampart som först beskrevs av Miles Joseph Berkeley, och fick sitt nu gällande namn av Rolf Singer 1951. Clarkeinda trachodes ingår i släktet Clarkeinda och familjen Agaricaceae.   Inga underarter finns listade i Catalogue of Life.